# スバル・EK型エンジン
スバル・EK型エンジン（スバル・EKがたエンジン）は、かつて富士重工業（現・SUBARU）で1958年（昭和33年）4月から1989年（平成元年）12月まで製造されていた軽自動車、および輸出仕様車を含むごく一部の小型登録車（コンパクトカー）用の直列2気筒ガソリンエンジンである。1958年にスバルが自動車市場に参入し、軽自動車製造を開始した際に初めて採用されたエンジンであり、1989年の軽自動車新規格(660cc)が発表されるまでスバル軽自動車の主力エンジンであった。製造時期により空冷、水冷、2ストローク、4ストロークなどの様々なバリエーションが存在した。
1988年にはスバル製エンジンで初めてスーパーチャージャーを搭載した仕様を追加。後継のスバル・EN型エンジンにも引き継がれた。

## 概要
EK型エンジンはスバル・360を開発するにあたり、当時の三鷹製作所で生産していた250ccのスクーター用エンジンの生産ラインを流用して、356ccの自動車用エンジンとして開発されたエンジンであり、日本の軽自動車法制の改正に併せて、長い期間の間に様々な発展を遂げていった。
当初は空冷2ストロークのEK31型としてスバル・360と共に1958年に登場。1960年には450ccのEK51を搭載したスバル・450を発売するも、売れ行きが芳しくなく6年余りで生産終了に追い込まれ、その後は360ccのまま推移するという紆余曲折もあったものの、1971年のスバル・R-2にて2ストロークのまま水冷化が行われた。1973年には水冷4ストローク化という大改良が実施され、新たにEK21型という型式番号が与えられる。
その後は軽自動車規格の排気量拡大に併せて360ccから500cc、550ccと排気量を拡大していき、モデル末期にはターボ、3バルブシリンダーヘッド、スーパーチャージャー等も搭載された。
1989年、EN05エンジンのデビューと共に長い歴史の幕を下ろす。しかし、EN05はEK23のブロック寸法を元に開発されたエンジンであり、EK型は現在に至るまでスバルの自主開発・自主製造した軽自動車に深い縁で繋がっている。

## バリエーション

### EK31

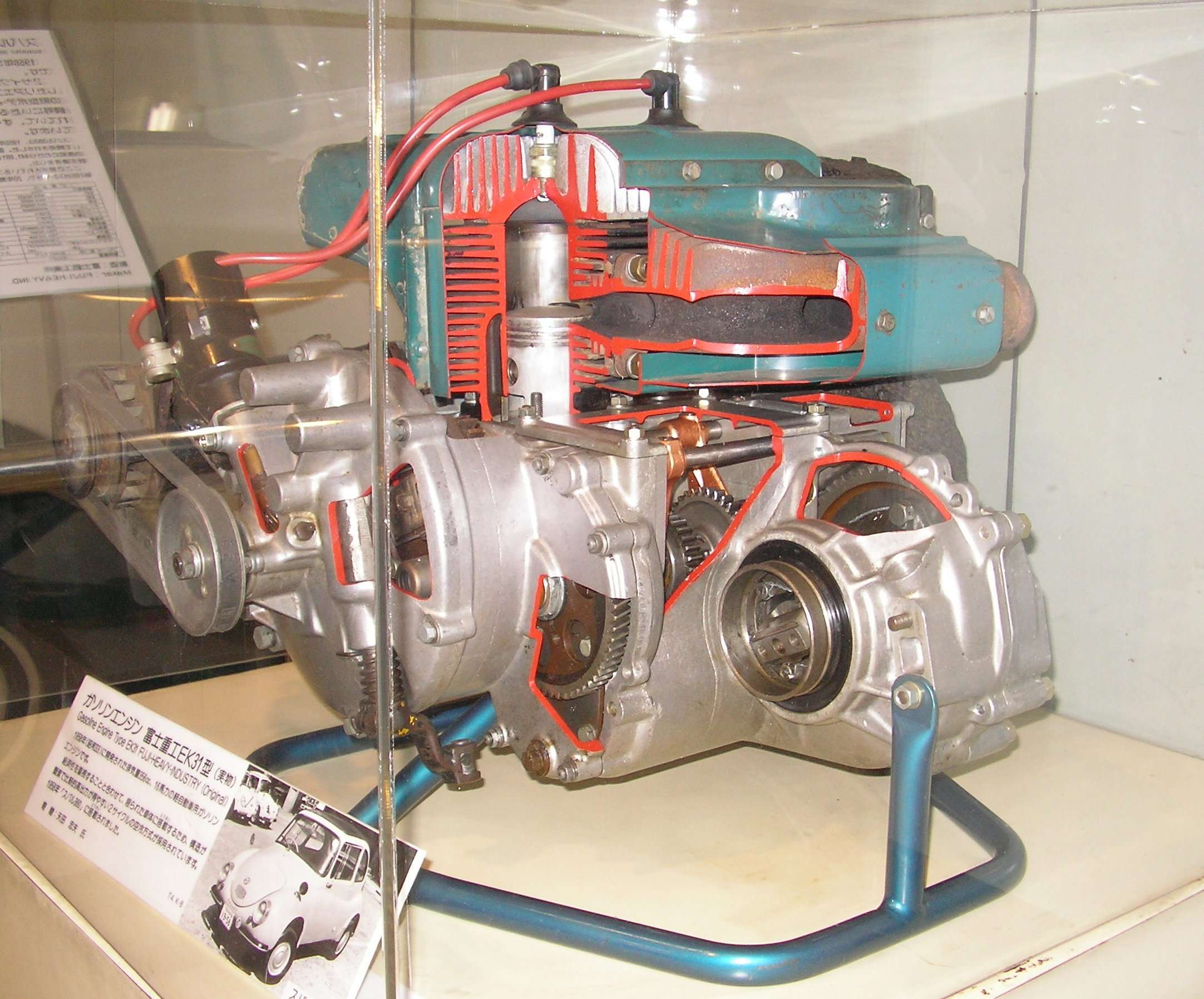
スバル・360のEK31エンジンカットモデルを車体前方側から。変速機・差動装置と一体である

最初に登場したエンジン。当初のスペックはグロス値で16PS/4,500rpmである。
60年前期型まで採用。
- 強制空冷2ストローク
- 排気量：356cc
- 内径×行程：61.5×60.0
- 圧縮比：6.5:1
- 参考スペック

16PS/4,500rpm（スバル・360初期型）
- - スバル・360 1958-1960

### EK51
1960年、スバル・360の小型車版である「スバル・450」、および北米向け輸出仕様である「スバル・マイア」専用のエンジンとして、EK31をボアアップする形で開発されたエンジン。スバル450は普通小型車扱いになるにもかかわらず、360に比べて70ccほどの排気量増大に過ぎず、居住性にも差がなかったため、360の性能向上に伴って存在意義は薄れ、国内・海外ともほとんど販売実績がないまま1966年に生産が打ち切られた。その為現在では現存するエンジン自体が極めて稀少で、幻のEK型エンジンの一つともなっている。なお、1961年に第8回東京モーターショウに出展された試作車、「スバルスポーツ」にもこのエンジンが搭載されていたが、未発売のまま終わった。
- 強制空冷2ストローク
- 排気量：423cc
- 内径×行程：67.0×60.0
- 圧縮比：6.5:1
- 参考スペック

23PS/5,000rpm、3.8kg·m/3,500rpm
- - スバル・450/Subaru MAIA 1960-1966
  - スバル・スポーツ 1961年　試作車両のみ

### EK32
1960年後期型から採用
　1968年登場のスバル・360ヤングSSに搭載。ソレックス・ツインキャブレターを搭載し、36PSの高出力を発揮したモデルもある。
- 強制空冷2ストローク
- 排気量：356cc
- 内径×行程：61.5×60.0
- 圧縮比：7.5:1（スバル360）・6.5:1（サンバー）
- 参考スペック

20PS/5,000rpm、3.2kg·m/3,000rpm（初代サンバー）
26PS/5,800rpm、3.6kg·m/4,500rpm（2代目サンバー）
36PS/7,000rpm、3.8kg·m/6,400rpm（スバル360ヤングSS）
- - スバル・サンバー 1961-1965　※初代
  - スバル・サンバー 1966-1970　※2代目
  - スバル・360ヤングSS 1968-1969

### EK33

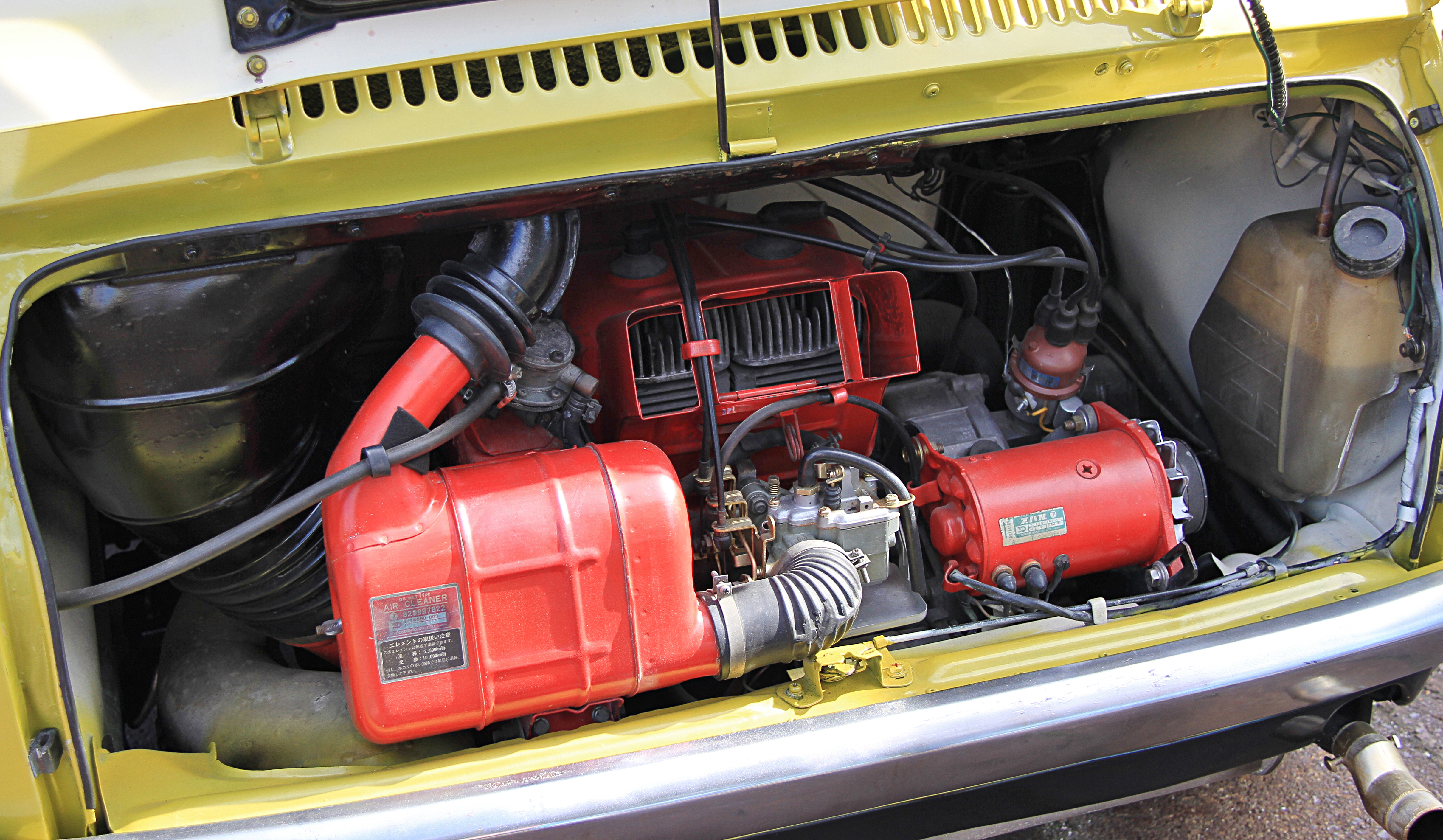
EK33

1970年登場のスバル・R-2に搭載。アルミ製シリンダーブロック、リードバルブを初採用した。R-2ヤングSSでは360ヤングSSと同じくソレックス・ツインキャブレターを搭載、新たに加わったR-2スポーティデラックスではパワージェット付きキャブレターを採用し、それぞれ出力の強化が図られた。R-2の71年モデルからは、チャコールキャニスター等の初期の自動車排ガス規制対策が開始された。
- 強制空冷2ストローク、クランクケースリードバルブ
- 排気量：356cc
- 内径×行程：61.5×60.0
- 圧縮比：6.5:1（通常モデル）、7.5:1（ヤングSS/スポーティデラックス）
- 参考スペック

30PS/6,500rpm、3.7kg·m/5,500rpm（R-2、サンバー）
36PS/7,000rpm、3.8kg·m/6,400rpm（R-2ヤングSS）
32PS/6,500rpm、3.8kg·m/5,500rpm（R-2スポーティデラックス）
- - スバル・R-2 1970-1971
  - スバル・サンバー 1970-1973　※2代目

### EK34

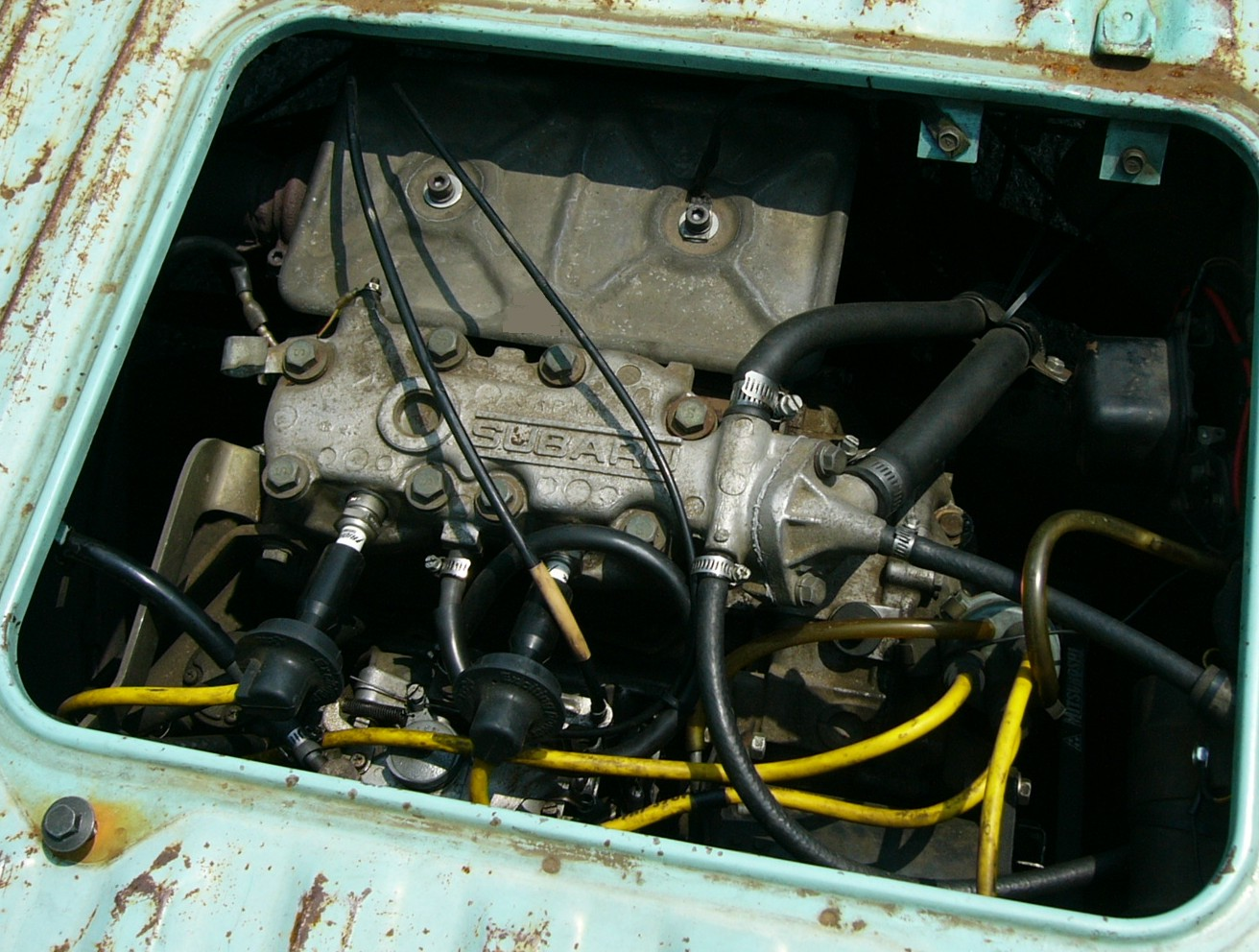
3代目スバル・サンバートラックのEK34エンジン

1971年登場。EK33のシリンダーブロックを再設計し水冷化された。レックスではツインキャブ仕様もラインナップ、モデル末期には排気デバイスの一種であるスバルISV(アイドリング・サイレンス・バルブ)が搭載され、アイドリング時のパラパラ音軽減と共に、スポーツ仕様における出力向上にも貢献した。
- 水冷2ストローク、クランクケースリードバルブ
- 排気量：356cc
- 内径×行程：61.5×60.0
- 圧縮比：6.5:1
- 参考スペック

32PS/6,000rpm、4.1kg·m/5,000rpm（R-2、サンバー、レックス）
35PS（レックスTS）
37PS（レックスGSR）
- - スバル・R-2 1971-1972
  - スバル・レックス 1972-1973　※初代
  - スバル・サンバー 1973-1976　※三代目

### EK21
排ガス規制が強化されつつあった1973年に登場。それまでのEK3x系2ストロークエンジンを全面的に再設計し、新たに水冷4ストロークエンジンとして生まれ変わった。バルブトレーンはタイミングベルト方式のSOHCを採用、これはスバルの基幹車種であるスバル・ff-1やスバル・レオーネに搭載されていたEA型エンジンよりも早い採用であり、当時としては極めて画期的であった。当初は二次空気導入装置に酸化触媒を組み合わせたSEEC-Kシステムで昭和48年規制対策が図られたが、75年10月以降はEA型で実績を積んだSEEC-Tを搭載し、軽自動車で初めて昭和51年排出ガス規制に適合した。4ストローク直列2気筒特有の振動対策として、フレデリック・ランチェスターのランチェスターバランサーが採用されたが、リアエンジンのレイアウトの制約上、三菱のサイレントシャフトに類似した2軸方式は見送られ、1軸方式で妥協する事となった。
- 水冷4ストロークSOHC
- 排気量：358cc
- 内径×行程：66.0×52.4
- 圧縮比：9.5:1
- 参考スペック：

- - スバル・レックス 1973-1976　※初代
  - スバル・サンバー 1976/2-1976/5　※三代目

### EK22
EK21の排気量拡大版で1976年に登場。レックスとサンバーに搭載され、それぞれ「レックス5」「サンバー5」の愛称が与えられた。但し、本エンジンは76年の規定改正に正規の550ccエンジンの開発が間に合わなかったことに伴う暫定的な排気量であり、両者とも翌1977年には550cc化された為、生産数はそれほど多くない。
- 水冷4ストロークSOHC
- 排気量：490cc
- 内径×行程：74.0×57.0
- 圧縮比：9.0:1
- 参考スペック：

- - スバル・レックス 1976-1977　※初代
  - スバル・サンバー 1976/5-1977　※三代目

### EK23
1977年に登場した最後のEK型エンジン。当時の軽自動車規格である550cc付近まで排気量が拡大され、以前より排気ガス対策として装着していたSEEC-T（排気側二次空気導入方式、シークTと読む）と併用してEGR（排気ガス再循環方式）を採用し、昭和53年排ガス規制に適合させた。チェーン駆動によるバランサーシャフトを採用して低振動化を図っている。ウォーターポンプ及びオイルポンプはバランサーシャフトと連動して駆動されるもので、定期メンテナンスは今日のようなアッセンブリー交換ではなくインナーパーツのみを交換する形で行われる。
　RR方式である初代レックス搭載時ではエンジンが後部床下に収まる関係で、吸気マニフォールドを含む補記類の取り回しがグレード（セダン、バン、スイングバック）によって違う上、バランサーシャフトは吸気側のみ一本となる。
　FF方式で搭載される二代目レックスへの採用に当たっては、キャブレター、シリンダブロック、ピストン、カムからオイルシールに至るまで大規模な設計変更を行い出力と燃費を向上。振動対策として従来1本だったバランサーシャフトが吸排気側双方に装着され2本となり、その上で約2キログラムの軽量化を図った。
　三代目レックスではシリンダヘッドに再変更を行い、当時流行していた3バルブ化したタイプのデビューも果たしている。ターボチャージャーやスーパーチャージャーなどの過給器が搭載されたのもEKシリーズではこのエンジンのみである。特にスーパーチャージャー仕様はインタークーラーと電子制御式燃料噴射装置(EMPi)という当時としては非常に豪華な装備が施された。
　その他、年式とグレードによって適時仕様変更を加えられ、生産期間が長かった事もあって、バリエーションも多彩である。
　1975年に設立され、1978年より全国組織化した全国赤帽軽自動車運送協同組合連合会とスバルの関わりが生まれるのもこのエンジンからである。赤帽仕様サンバーのエンジンには、通常のエンジンとは異なる専用パーツが盛り込まれ、数十万キロに及ぶ耐久性を獲得した。専用の赤いチヂミ塗装が施されたヘッドカバーが特徴で、サンバーのエンジンがEN07に移行した後もこの赤ヘッドカバーは赤帽車に使用され続けている。

#### EK23（NA・2バルブ)
最初に登場したEK23。サンバーには1989年までこの仕様のみが搭載された。輸出仕様のレックスにもこのエンジンが搭載され、Subaru 600やSubaru M60等と呼ばれていた。省燃費を目指した「エコノ仕様」が短期間ながら存在する。
- 水冷4ストロークSOHC
- バルブ数：吸気1、排気1
- 排気量：544cc
- 内径×行程：76.0×60.0
- 圧縮比：8.5:1（初代レックス）、9.5:1（初代レックスバン、二代目レックス＆レックスコンビ）
- 参考スペック

31PS/6,200rpm、4.2kg·m/3,500rpm（初代レックス）
28PS/6,200rpm、4.2kg·m/3,500rpm（初代レックスバン）
31PS/6,000rpm、4.4kg·m/3,500rpm（二代目レックス＆レックスコンビ）
30PS/6,000rpm、4.2kg·m/3,500rpm（三代目レックス　出力値はネット表記）
- - スバル・レックス 1977-1989　※初代、二代目、三代目
  - スバル・サンバー 1977-1989　※三代目、四代目
  - Subaru 600/M60/Mini Jumbo/Sherpa 1983-1987　※二代目、三代目の輸出仕様

#### EK23-T(ターボ・2バルブ)
1983年のレックスコンビに追加されたターボ仕様。同時期のNA仕様に対し低圧縮化した上で日立製36 mmタービンを装着、標準仕様から馬力が10 PS、トルクが1.5 kg-mアップされた。高出力化のためにこのエンジンを搭載した車両はフロントブレーキがディスクブレーキ化されている。これはスバル軽自動車では初の事例である。
- 水冷4ストロークSOHCターボ
- バルブ数：吸気1、排気1
- 排気量：544 cc
- 内径×行程：76.0×60.0
- 圧縮比：8.5:1
- 参考スペック

41 PS / 6,000 rpm、5.9 kg·m / 3,500 rpm
- スバル・レックスコンビターボ 1983 - 1986 ※二代目

#### EK23（NA・3バルブ(計6バルブ)）

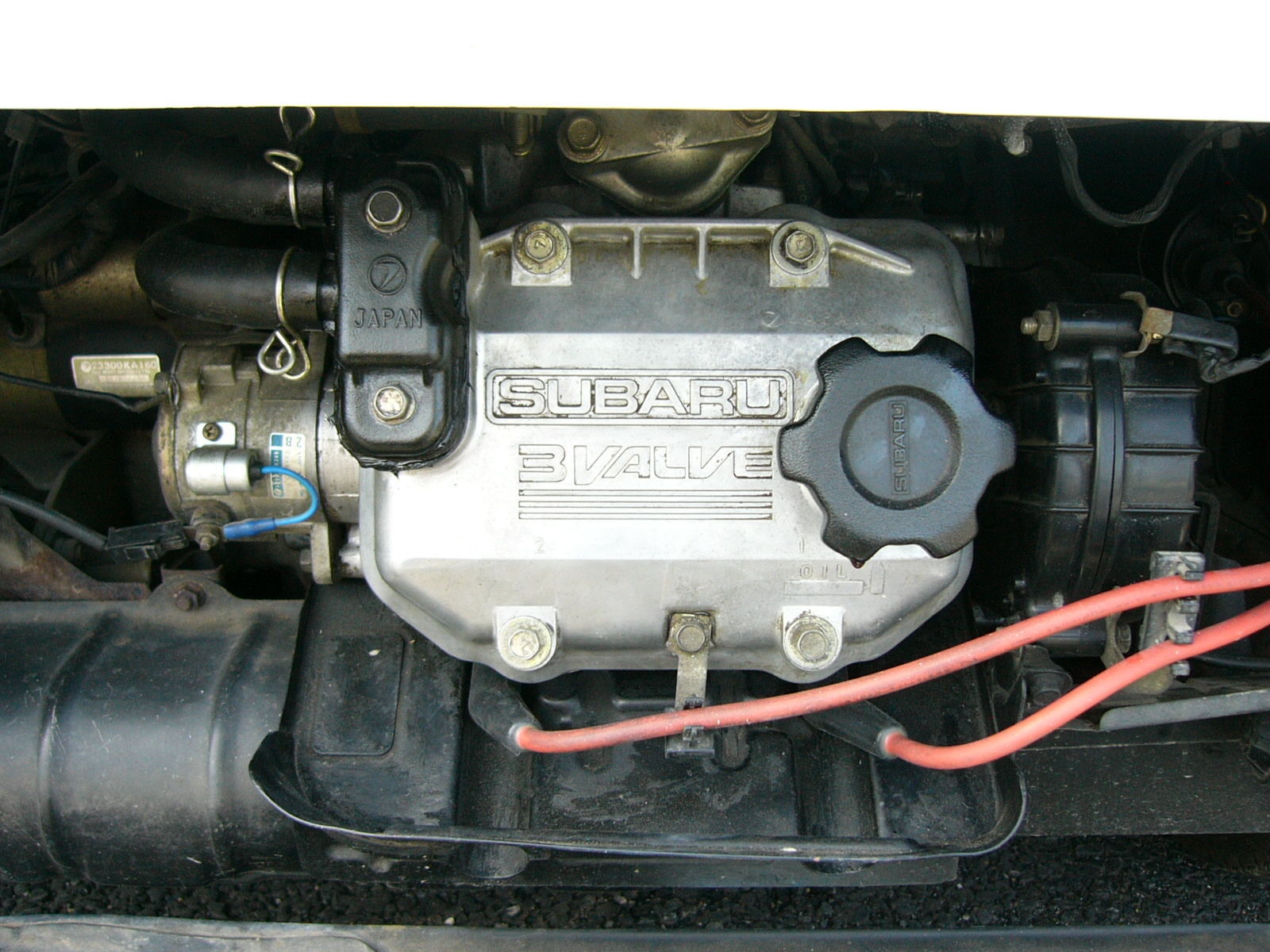
4代目スバル・サンバートラックのEK23 3バルブエンジン

1986年、三代目レックスのデビューと同時に、一部のグレードに搭載。ペントルーフ型燃焼室を用いた1気筒あたり吸気バルブ2・排気バルブ1の3バルブ仕様とし出力を向上、後のスーパーチャージャー仕様のベースともなった。1987年からは4WD仕様全車に搭載されるようになった。また、同年からは4代目サンバートライ及びトラック最上位グレードにのみ搭載されるようにもなった。
- 水冷4ストロークSOHC
- バルブ数：吸気2、排気1
- 排気量：544cc
- 内径×行程：76.0×60.0
- 圧縮比：9.0:1
- 参考スペック

36PS/7,000rpm、4.4kg·m/4,500rpm
- - スバル・レックスViki,SR 1986-1989　※三代目
  - スバル・レックスコンビ Viki,R 1986-1989　※三代目
  - スバル・サンバー 1987-1989　※四代目

#### EK23-Z(スーパーチャージャー・3バルブ(計6バルブ))
1988年に登場した最後のEK23。三代目レックスの3バルブエンジンをベースに、燃料供給方式を電子制御噴射(EMPi)に変更した上でスーパーチャージャーとインタークーラーを搭載。軽自動車でのスーパーチャージャー搭載は前年1987年のスズキ・ダイハツ・三菱自工製軽トラックおよび三菱自工製軽キャブオーバーバンに次ぐもので、軽乗用車としては史上初の試みでもあった。出力は2ストエンジン時代以来の「リッター当たり100PS」を達成する(ネット)55PS。この数値は軽自動車の直列2気筒エンジン史上に残る高出力であり、1989年に4気筒のEN05エンジンが登場するまで他社の3気筒ターボエンジンと互角の争いを続けEK型エンジンの有終の美を飾った。
- 水冷4ストロークSOHC(インタークーラー付スーパーチャージャー連結)
- バルブ数：吸気2、排気1
- 排気量：544cc
- 内径×行程：76.0×60.0
- 圧縮比：9.0:1
- 参考スペック

55PS/6,400rpm、7.4kg·m/4,400rpm
- - スバル・レックスV,VX 1988-1989　※三代目

### EK42
輸出仕様のレックスとサンバーにのみ存在したEK型史上最大の排気量を持つエンジン。1982年に二代目レックスと四代目サンバーの輸出仕様専用エンジンとして登場し、レックスにおいては当初はEK23仕様と併売される形で展開。1987年後期からはこのエンジンのみに一本化され、EN08に切り換えられる1989年末まで製造された。このエンジンを搭載したレックスはSubaru M70やSubaru 700、Subaru Sherpaと呼ばれていた。
- 水冷4ストロークSOHC キャブレター
- バルブ数：吸気1、排気1
- 排気量：665cc
- 内径×行程：78.0×69.6
- 圧縮比：9.5:1
- 参考スペック

27ps(37kw)/6000rpm、54Nm/3000rpm
- - Subaru 700/M70/Mini Jumbo/Sherpa 1982-1989　※二代目、三代目の輸出仕様。87年まではEK23仕様と併売。
  - Subaru Small Van 1982-1989　※四代目KRサンバーの輸出仕様。同時期に海外で展開されたSubaru Sumoの弟分としての扱いだった。